# 腎
本條目使用了部分解剖術語。
腎是脊椎动物體內的一種器官，屬於泌尿系統的一部分，负责濾過血液中的雜質、維持體液和電解質的平衡，最後產生尿液經由後續管道排出體外；同時也具備內分泌調節血壓、刺激骨髓产生红细胞的功能。在正常成人人体中，具備兩枚腎臟，位於腰部兩側後方，因此又稱為腰子，狀似拳頭大小的扁豆子，儘管尺寸不大，通過腎臟的血流卻佔有總血量的四分之一。在生理上，腎臟主要可影響血流量、血液組成、血壓調節、骨骼發育，並帶有部分重要的代謝功能，因此若有相關病變可引起發育異常、水腫或脫水、免疫系統的破壞，甚至可導致死亡。

## 解剖構造

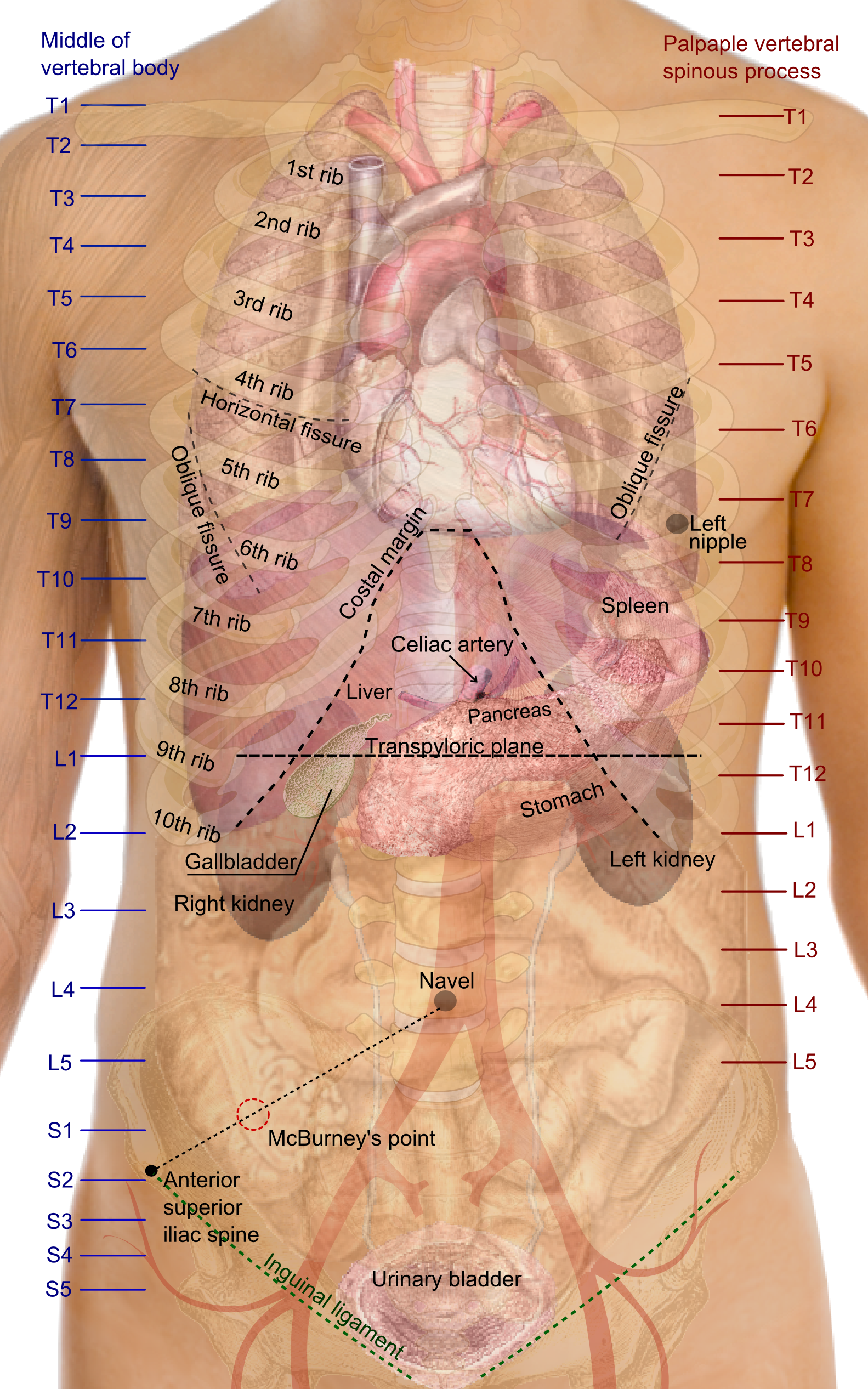
显示人体躯干和器官位置的图像。肾脏约位于T12至L3的椎体水平，右肾略低于左肾。

哺乳动物肾脏为成对的实质性器官，呈豆形或马蹄形。成人肾形似蚕豆，重约134～148公克（男性肾脏平均重量150克，女性平均重135克，约占人体总重量的0.5%。），长约10厘米（8～14cm），宽约6厘米（5～7cm），厚约4cm（3~5cm），位於腰部脊柱两侧腹膜后间隙内，为腹膜外位器官。左肾位于第11胸椎（T11）椎体下缘至第2-3腰椎(L2、L3)椎间盘之间，右肾略低于左肾，位于第12胸椎（T12）椎体上缘至第3腰椎（L3）椎体上缘之间。两肾正面观大体上呈“八”字形，即右肾略低于左肾、两肾上端相距较近，下端相距较远。两肾上端距正中线平均为3.8cm，下端距正中线平均为7.2cm。

### 毗邻
肾前有腹膜隔開腸胃和胰臟、後腹壁前方，若將腎臟移開，後側自内向外則有腰大肌（psoas major）、腰方肌（quadratus lumborum）和腹横肌，且原來腎臟的位置可見肋下神經（subcostal n.）、髂腹下神經（iliohypogastric n.）及髂鼠蹊神經（ilioinguinal n.）走過，具體的高度約在第十二胸椎至第三腰椎之間，因右腎上方有肝臟，所以右腎較低於左腎，另外左腎比右腎大。肾的上端与肾上腺相邻并为肾筋膜所分隔，右侧的肾上腺呈金字塔形，位于右肾的顶部，左侧的肾上腺呈新月形，偏向左肾的内侧。左肾前上部与肝相邻，中部与胰腺尾部和脾血管相邻，下部靠近空肠和结肠左曲；右肾上邻肝脏，中部内侧缘靠近十二指肠降部，下邻结肠右曲。

### 形态
人腎臟外型是一內側面凹下的橢圓形扁豆狀器官，如蠶豆般，凹下的位置稱為腎門（hilus），为肾血管、淋巴管、神经及肾盂进出之门户，其中肾盂向下移行为输尿管并连于膀胱。上述出入肾门的结构为结缔组织所包裹，称肾蒂，为腹腔镜肾切除术中需要寻找的关键结构之一，肾蒂中，由人體腹側向背側依序有腎靜脈、腎動脈和肾盂的進出，自上而下则依次有肾动脉、肾静脉和肾盂。肾门向肾内的凹陷称为肾窦，为一充满脂肪的空间，容纳肾大盏、肾小盏、肾血管和肾盂，肾窦内丰富的脂肪使之为肾脏内最高回声的结构。
人类婴儿肾脏的表面通常是凸起且不规则的，有12个小叶，这反映了多个肾锥体的发育，肾脏中肾锥体的数量因物种而异，如啮齿动物的肾脏是单锥体的。
由於腎臟除了三個主要的管道連接，沒有其他的结缔组织固定它在體內的相對位置，因此正常人的腎臟外圍充滿了許多脂肪減少晃動和撞擊的風險，此外，腎臟上方則有具備重要內分泌功能的腎上腺埋在一團脂肪組織之中。
腎臟最外層由外而內依序有腎筋膜（renal fascia）、脂肪囊（adipose capsule）和一層透著水亮光澤的腎囊（renal capsule）。
在切开的肾脏中可见肾脏分为浅层暗红色的肾皮质和深部色浅红的肾髓质两个部分。髓质由多个底向髓质，尖端指向肾窦的圆锥形的结构构成，称为肾锥体。肾锥体尖端形成乳头，将尿液排放到肾小盏中。錐體尖端朝向腎臟中央排列約有個
- 肾皮質：腎柱(renal column)、皮質迷路(cortical labyrinth)
- 肾髓質：腎錐體、腎小盞(calyx)、腎大盞、輸尿管(ureter)、髓質放射部
- 腎門(renal hilum)：腎盂(pelvis)
- 腎單位：腎小體（鮑氏囊、腎小球）、腎小管（近曲小管、亨利氏環、遠曲小管）

| 編號 | 名稱     | 解剖示意圖 | 編號         | 名稱         |
| ---- | -------- | ---------- | ------------ | ------------ |
| 1    | 腎錐體   |            | 10           | 腎囊（下部） |
| 2    | 葉間動脈 | 11         | 腎囊（上部） |              |
| 3    | 腎動脈   | 12         | 葉間靜脈     |              |
| 4    | 腎靜脈   | 13         | 腎單位       |              |
| 5    | 腎門     | 14         | 腎竇         |              |
| 6    | 腎盂     | 15         | 腎大盞       |              |
| 7    | 輸尿管   | 16         | 腎乳頭       |              |
| 8    | 腎小盞   | 17         | 腎柱         |              |
| 9    | 腎囊     |            |              |              |

### 血流供应
肾脏的血流来自腹主動脈在L1至L2椎间盘水平，紧邻肠系膜上动脉的起点下方向左右各分一支的肾动脉。成人双肾的血流量大约为心输出量的20-25%。肾动脉在肾静脉的后方进入肾门，并在肾门处通常第一次分为前、后两支(干)，较粗的前支再分出4个二级分支，随后支进入肾实质内。以上即为五支肾段动脉，每支肾段动脉分布到一定区域的肾实质称为肾段，每个肾可分5个肾段，即上段、上前段、下前段、下段和后段。各肾段间少血管的段间组织称乏血管带。
肾段动脉延伸至髓質時則成為腎葉間動脈（interlobar a.），並且沿著髓質和皮質的邊界以弧形的樣式延伸成弓狀動脈（arcuate a.），再向腎臟最外圈的皮質區分出許多細小的腎小葉間動脈（interlobular a.）。

#### 变异
大约30%的人拥有副肾动脉，副肾动脉通常来自腹主动脉，亦有肠系膜下动脉的报道。在少数情况下，副肾动脉不经过肾门而是从肾表面进入肾脏。

### 神經支配
來自迷走神經的副交感神經及交感神經，進入腎臟控制血管平滑肌及腎元。肾脏的传出神经仅由交感神经构成。

## 胚胎發育
与所有泌尿生殖系统的主要器官一致，哺乳动物的肾起源于胚胎早期的间介中胚层。人肾的发生可分为前肾、中肾、后肾三个阶段，分别发育与第四周初、第四周末和第五周初，前肾是仅在最低等的脊椎动物中发现的肾脏发育同源物。起源于输尿管芽和生后肾组织的后肾最终发育成人体的永久肾，后肾在人胚的第11周即可作为功能性排泄单位，于第32周完成生成。在发育的第六周，起源于中肾管的输尿管芽反复分支产生集合小管和肾大盏、肾小盏、肾盂，该分支过程在大约 14 周时完成；生后肾组织主要形成肾小囊、近端小管、细端和远端小管，其中，肾小囊与伸入囊中的毛细血管构成的血管球共同构成肾小球。
人类肾单位的形成一直持续到接近出生，并最终形成约100万个肾单位(单侧)，出生后肾单位的数量不再增加，并随着衰老逐渐丢失。早产或宫内生长受限的胎儿可能存在肾单位数量减少、肾小球滤过功能下降的问题，更易患肾脏疾病和高血压。

## 生理功能
腎臟的基本生理功能為以下五點： 
1. 分泌尿液，排出代謝廢物、毒物和藥物：腎血流量約占全身血流量的1/4～1/5左右，腎小球濾液每分鐘約生成120mL，一天總濾液量約170～180L。濾液經腎小管時，99%被回吸收，故正常人尿量約爲1500mL/d。葡萄糖、氨基酸、維生素、多肽類物質和少量蛋白質，在近曲小管幾乎被全部回收，而肌酐、尿素、尿酸及其他代謝產物，經過選擇，或部分吸收，或完全排出。腎小管尚可分泌排出藥物及毒物，如酚紅、對氨馬尿酸、青黴素類、頭孢黴素類等；藥物若與蛋白質結合，則可通過腎小球濾過而排出。
2. 調節體內水和滲透壓：調節人體水及滲透壓平衡的部位主要在腎小管。近曲小管爲等滲性再吸收，爲吸收Na+及分泌H+的重要場所。在近曲小管中，葡萄糖及氨基酸被完全回收，碳酸氫根回收70%～80%，水及鈉的回收約65%～70%。濾液進入髓袢後進一步被濃縮，約25%氯化鈉和15%水被回吸收。遠曲及集合小管不透水，但能吸收部分鈉鹽，因之液體維持在低滲狀態。
3. 調節電解質濃度：腎小球濾液中含有多種電解質，當進入腎小管後，鈉、鉀、鈣、鎂、碳酸氫、氯及磷酸離子等大部分被回吸收，按人體的需要，以起到维持人体生命活动的作用。
4. 調節酸碱平衡：人体血浆的酸碱度取决于其H+浓度。正常人动脉血PH为7.35~7.45。生命活动中，随时机体细胞的代谢不断产生酸性或碱性物质，而机体PH始终保持稳定，这主要依靠体内各种缓冲系统和肺、肾的调节来实现。肾脏通过排出酸性物质、回吸收碱性物质的方式来调节人体体内的酸碱平衡，还可通过控制酸性和碱性物质排出量的比例来维持酸碱平衡。
5. 內分泌功能：可分泌不少激素並銷毀許多多肽類激素。腎臟分泌的內分泌激素主要有血管活性激素和腎素、前列腺素、激肽類物質，參加腎內外血管舒縮的調節；又能生成1，25-二羥維生素D3及紅細胞生成素。總之，腎臟是通過排泄代謝廢物、調節體液、分泌內分泌激素，以維持體內環境穩定，使新陳代謝正常進行。

## 有关疾病

### 慢性肾病
慢性肾病是指随着长期肾功能进行性下降的临床异常状况，即肾脏受损，无法以应有的方式滤过血液。全球慢性肾脏病（chronic kidney disease，CKD）患病率约为14.3%，中国患病率约为10.8%。据新华社2021年报道，中国每十个成年人就有一人患慢性肾脏病。糖尿病和高血压是慢性肾病的两个最常见病因。

### 终末期肾病
终末期肾病（end-stage renal disease）指各种慢性肾脏疾病的终末阶段，患者肾功能已不足以在不进行肾移植或透析的情况下长期生存，俗称“尿毒症”。在美国，大约有 100 万患者患有终末期肾病，肾移植是该病目前唯一的治愈性治疗方法，大多数患者接受透析治疗。

### 多囊肾病
多囊肾病是由基因突变所导致的一类遗传性肾病，按遗传方式可分为常染色体显性多囊肾病和常染色体隐性多囊肾病。常染色体显性多囊肾病是最常见的遗传性肾脏疾病，新生儿患病率约为1/1000，常染色体隐性多囊肾病在新生儿中的发病率约为1/26500。该病主要是由PKD1（85%的病例）和PKD2（约15%）基因突变引起，主要表现为肾脏肿大，形成数百至数千个直径可达20厘米的肾囊肿，最终将导致终末期肾病。

### 肾性贫血
肾性贫血是指各种肾脏病致肾功能下降时，肾脏红细胞生成素生成减少及血浆中一些毒性物质干扰红细胞生成并缩短其寿命而导致的贫血。肾性贫血是慢性肾病的常见并发症，中国约有50%以上慢性肾病病人合并贫血。该病通常在肾功能丧失超过 50% 后发生，贫血的严重程度会随着慢性肾脏病的进展而恶化。

### 肾结石
肾结石是尿液中的矿物质过饱和形成的结晶在肾盂和肾盏内沉积所致。较小的肾结石通常是无症状的，较大的肾结石可引起腹部或腹股沟一侧疼痛的疼痛、高热、血尿等症状。

## 节日

### 世界肾脏日
国际肾脏病学会和国际肾脏基金联盟联合提议设立每年3月份的第二个星期四为世界肾脏日，旨在提高全世界人们对肾脏疾病的认识，从而减少肾脏病的发生率及肾脏相关疾病对健康造成的影响。

## 圖集

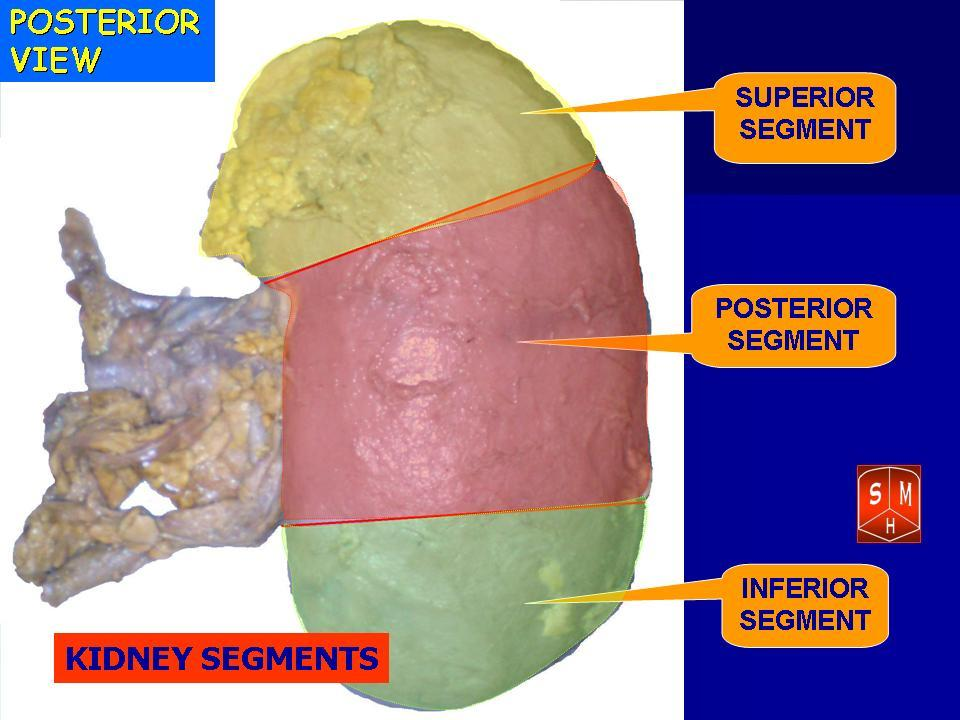
腎後視圖
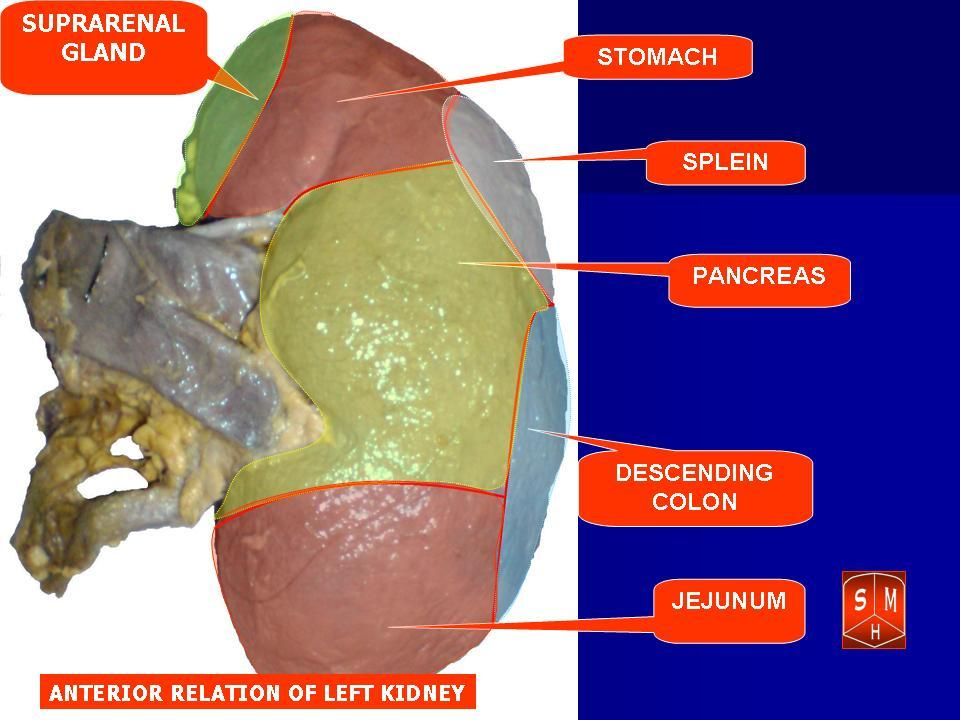
左腎前壁關聯圖
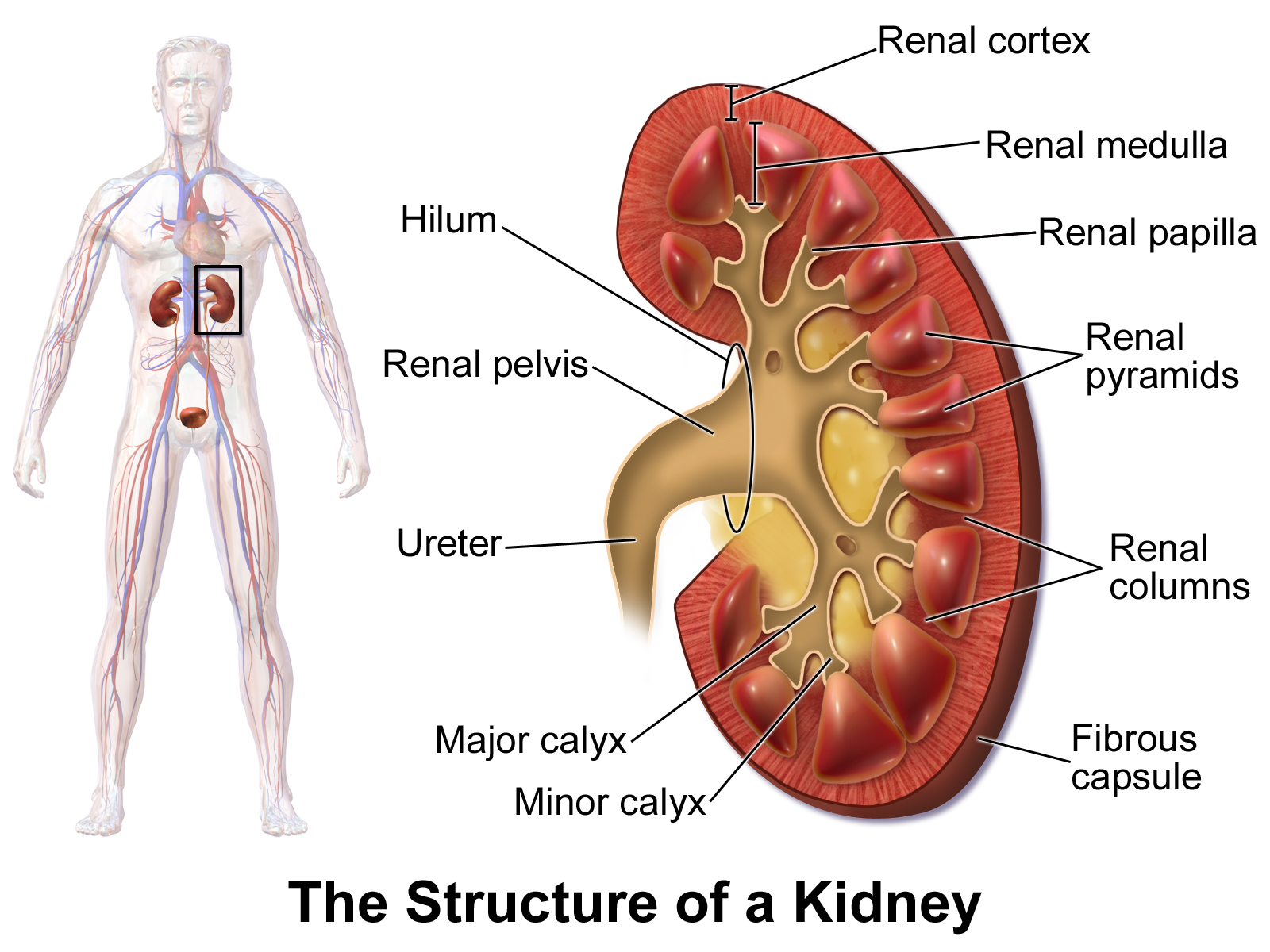
腎臟的結構
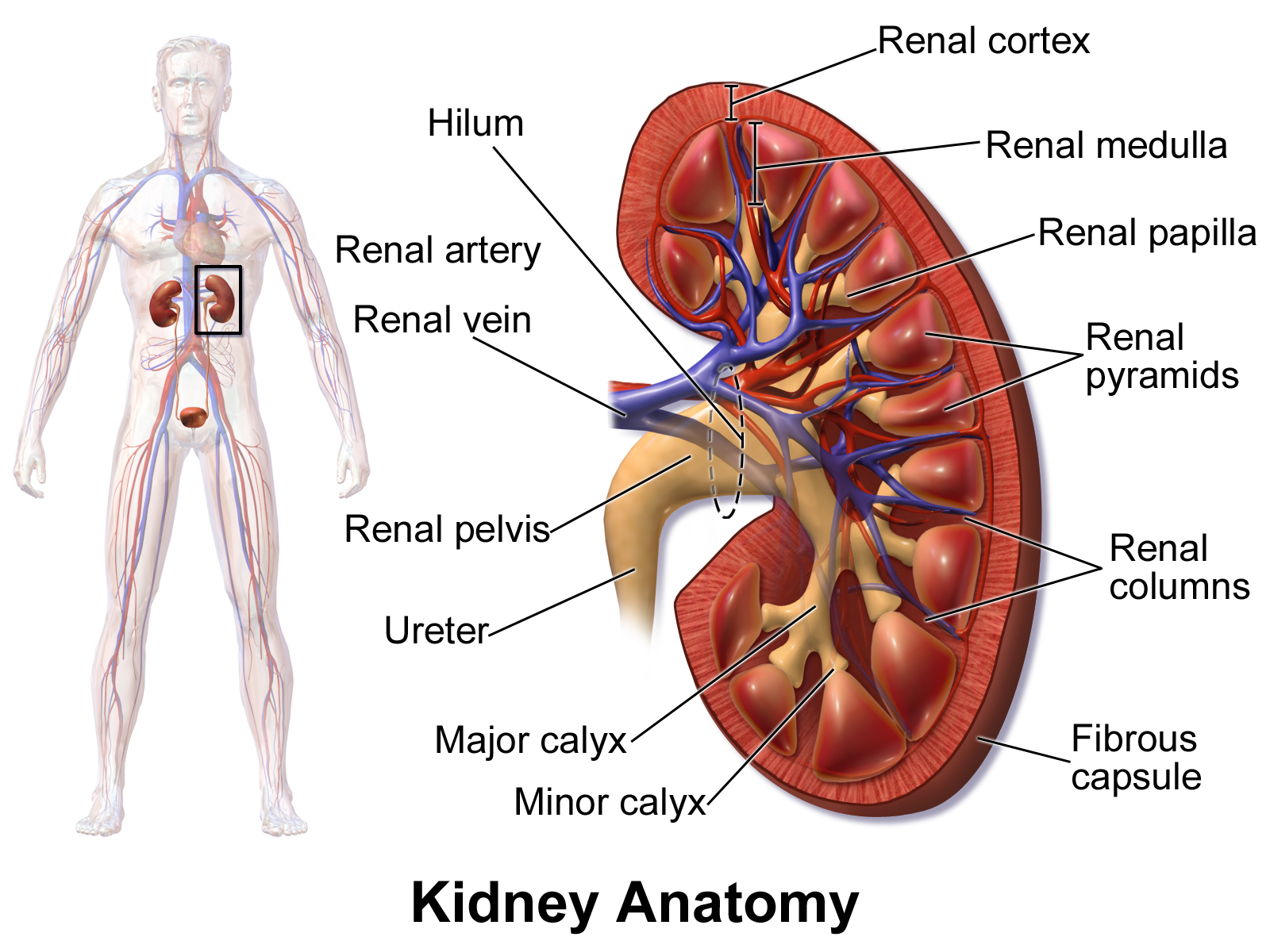
腎臟解剖學
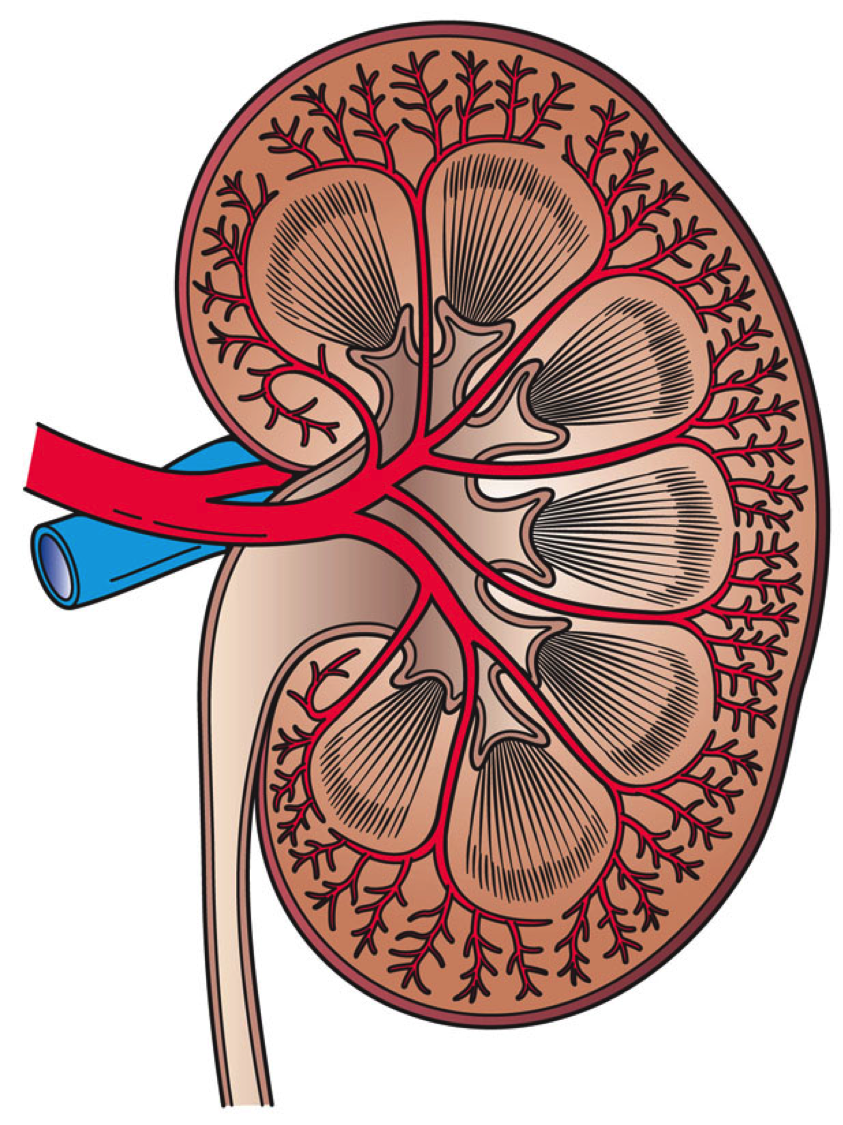
腎橫斷面

| 解剖圖像                                         |
| ------------------------------------------------ |
| - 右腎 - 腎臟 - 右腎 - 右腎 - 左腎 - 腎臟 - 左腎 |